# Julija Alexandrowna Lewina
Julija Alexandrowna Lewina (russisch Юлия Александровна Левина; * 2. Januar 1973 in Saratow) ist eine russische Ruderin, die viermal an Olympischen Spielen teilnahm.

## Sportliche Karriere
Die 1,84 m große Julija Lewina gewann bei den inoffiziellen U23-Weltmeisterschaften 1995 die Bronzemedaille im Doppelvierer. 1997 debütierte sie im Einer im Ruder-Weltcup, bei den Weltmeisterschaften 1997 belegte sie den achten Platz. 1998 wechselte sie in den Doppelvierer. Oxana Dorodnowa, Julija Lewina, Larissa Merk und Inna Moissejewa gewannen bei den Weltmeisterschaften in Köln die Silbermedaille hinter dem deutschen Boot. Im Jahr darauf siegte bei den Weltmeisterschaften 1999 erneut der deutsche Doppelvierer, hinter den Ukrainerinnen erhielten Oksana Dorodnowa, Julija Lewina, Larissa Merk und Olga Samulenkowa die Bronzemedaille. Bei den Olympischen Spielen 2000 in Sydney gewannen im Doppelvierer die Deutschen vor den Britinnen, Bronze ging an Dorodnowa, Irina Fedotowa, Lewina und Merk.
2001 war Julija Lewina im Einer aktiv, bei den Weltmeisterschaften 2001 gewann sie Silber hinter der Deutschen Katrin Rutschow und vor der Weißrussin Kazjaryna Karsten. Bei den Weltmeisterschaften 2002 und 2003 belegte Lewina im Einer jeweils den sechsten Platz. Für die Olympiasaison 2004 kehrte Lewina in den Doppelvierer zurück. Im Finale der olympischen Regatta erreichten Julija Lewina, Larissa Merk, Anna Sergejewa und Oksana Dorodnowa als Fünfte das Ziel, nach der Dopingdisqualifikation der ursprünglich drittplatzierten Ukrainerinnen rückte der russische Doppelvierer auf den vierten Platz. 2005 kehrte Lewina in den Einer zurück und belegte bei den Weltmeisterschaften 2005 und 2006 wieder jeweils den sechsten Platz. Nach dem zehnten Platz bei den Weltmeisterschaften 2007 belegte sie bei den Europameisterschaften 2007 den sechsten Platz. Bei den Olympischen Spielen 2008 trat Lewina wie bei den beiden vergangenen Olympischen Spielen mit dem Doppelvierer an, in Peking belegte sie den siebten Platz.
Bei den Weltmeisterschaften 2009 belegte Lewina im Einer den sechsten Platz, bei den Europameisterschaften 2009 gewann sie Bronze hinter Kazjaryna Karsten und der Tschechin Miroslava Knapková. 2010 belegte Lewina den fünften Platz sowohl bei den Europameisterschaften 2010 als auch bei den Weltmeisterschaften. 2011 folgte auf einen achten Platz bei den Weltmeisterschaften die Silbermedaille hinter Knapková bei den Europameisterschaften. Bei ihrem vierten Olympiastart 2012 in London trat Lewina erstmals im Einer an und belegte den neunten Platz, bei den Europameisterschaften zum Ausklang des Olympiajahres erreichte sie den vierten Platz. 2013 belegte Lewina den achten Platz bei den Weltmeisterschaften. 2014 erreichte sie mit einem fünften Platz bei den Europameisterschaften und dem sechsten Platz bei den Weltmeisterschaften bei beiden internationalen Meisterschaften noch einmal das A-Finale. Julija Lewina versuchte sich auch für die Olympischen Spiele 2016 zu qualifizieren, was ihr aber nicht mehr gelang.